# Törkölypárlat

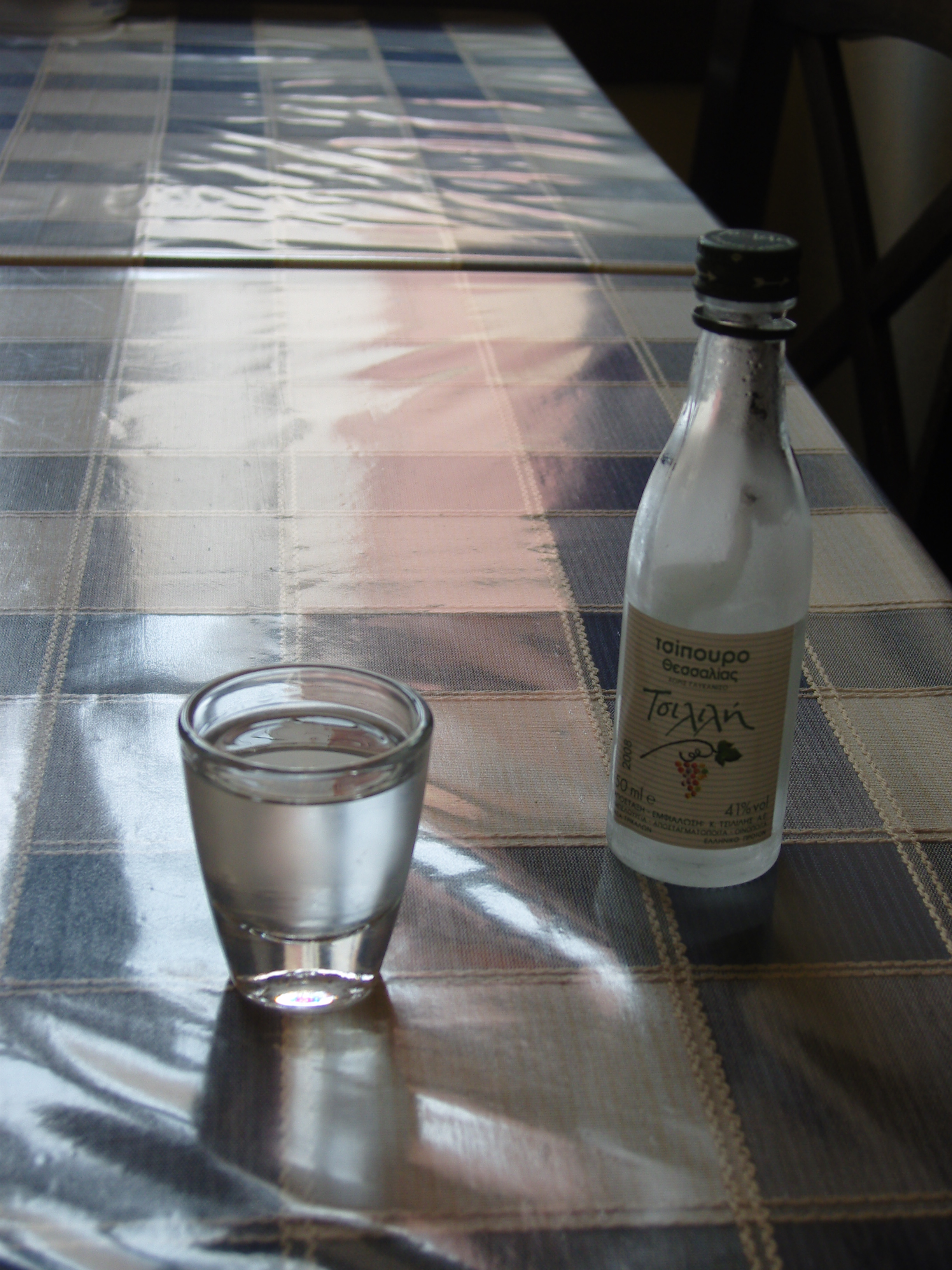
Görög cipúró (τσίπουρο)

A törkölypárlat (vagy egyszerűen törköly) olyan égetett szesz, mely a borkészítéskor visszamaradt szőlőtörköly lepárlásával készül, melyből esetenként lőrét is készítenek. Az Európai Unióban nyolc ország rendelkezik eredetvédett törkölypárlatokkal. Az Unión belül a törkölypárlatokat 100%-ban törkölyből kell erjeszteni (legfeljebb a hozzá tartozó borseprővel kiegészítve), tehát más hagyományos párlatokhoz hasonlóan ennek is tilos bármilyen módon (például hozzáadott cukorral) megnövelni a kihozatalát. A legtöbb törkölypárlatot érlelés és színezés nélkül palackozzák.
A szőlőtől eltérő gyümölcs törkölyéből főzött párlatot gyümölcstörköly-párlatnak nevezik.
A törkölypárlat nem tévesztendő össze az egyéb szőlő alapú párlatokkal. Ilyen a borpárlat, mely bor lepárlásával készül, és a szőlőpárlat (például a szőlőpálinka), melyet szőlőszemekből készült cefréből párolnak le.

## Ismertebb fajtái
- magyar törkölypálinka
- görög cipúró (τσίπουρο, nemzetközi nevén tsipouro). Tisztán és ánizzsal együtt lepárolva egyaránt készül; utóbbi esetben az ánizsos italok közül inkább a török rakıra hasonlít, mintsem a finomszeszből készült ouzóra.
- krétai cikudia (τσικουδιά, nemzetközi nevén tsikoudia)
- olasz grappa
- francia marc (vagy eau de vie de marc)
- portugál aguardente bagaceira
- szerb, bosnyák, horvát, montenegrói komovica (комовица)
- bolgár dzsibrova (джиброва)
- grúz csacsa (ჭაჭა) (a csacsák egy jelentős része azonban borpárlat)
- ciprusi zivania[2] (ζιβανία, τζιβανία, ζιβάνα)
- spanyol orujo
- macedón komova rakia (комова ракија)
- szlovén tropinovec